# 圣山砍竹事件
圣山砍竹事件，同治回变爆发的标志性事件之一，是发生在回变前夕的一次严重的回汉械斗。
同治元年（1862年）四月，太平军在陈德才的带领下进入陕西，渭南团练首領赵权中招募回民乡勇五百人防守华州（今陕西省渭南市华州区）之南刘峪口，被太平军击溃，紛紛逃走。其中一个回民乡勇叶三元路过华州圣山小张村，与竹林主人汉人王某商定，以每斤銅錢二十文采购竹子。竹竿为长矛等武器必备的制造原料，可增補兵器。
第二天叶三元帶著伙伴上聖山砍竹，此時王某的兒子覺得這價格太便宜了，不同意卖竹，叶三元等人強制砍竹，双方引起斗殴冲突。叶三元离开后，纠合附近回民村落进行报复，又回來杀掉了王某全家。
陕西巡抚瑛棨在奏折中称：“查此次汉回起衅，由华州回民购买竹杆，因汉民增价居奇，互相争闹，遂致毙伤回民。”之前其他地区已经开始回汉武装冲突，但经过圣山砍竹事件之后，回汉冲突急剧扩大，加上随后的秦家滩事件，回变愈演愈烈，成为影响整个陕西的政治事件。